# Lázár Ernő
Lázár Ernő (Kraszna, 1850 – Temesvár, 1900. július 26.) jogi doktor, főügyész, országgyűlési képviselő.

## Életútja
Középiskolai tanulmányainak végeztével a jogi pályára lépett. Érkövy Adolf volt kincstári jószágigazgató meghívta a makói törvényszéktől, ahol gyakorlaton volt, a lippai kincstári ügyészséghez. Három évi működés után 1878-ban ügyvédi oklevelet szerzett és Lippán telepedett le mint ügyvéd, élénk részt véve a közügyekben is. 1881-ben a lippai-hidegkúti kerület szabadelvű pártja kínálta meg mandátummal, de ekkor megbukott. 1884-ben ugyanezen kerület megválasztotta képviselőnek. Temes megye tiszteletbeli főügyésze és több bizottságának tagja. Neje Antonovits Katinka volt.
Az Aradi Közlöny munkatársa (1899. 297. sz. Párbaj az éjszakában sat.)
Országgyűlési beszédei a Naplókban (1884–87. IV., VIII.) vannak. 